# Sredni ryt
Sredni ryt (bułg. Средни рът) – wieś w północnej Bułgarii, w obwodzie Wraca, w gminie Roman. Według danych Narodowego Instytutu Statystycznego w Bułgarii, 31 grudnia 2011 roku wieś liczyła 28 mieszkańców.